# Gösta Olson
Gustaf Adolf (Gösta) Olson (Linköping, 10 mei 1883 - Stockholm, 23 januari 1966) was een Zweeds turner en schermer.
Olson nam tijdens de Olympische Zomerspelen 1908 deel aan het schermen en het turnen. Bij het schermen werd Olson in eerste ronde van het degentoernooi uitgeschakeld. Bij het turnen won Olson met het Zweedse team de gouden medaille op de meerkamp.

## Olympische Zomerspelen
| Jaar | Plaats | Resultaten                       |
| ---- | ------ | -------------------------------- |
| 1908 | Londen | eerste ronde degen · team turnen |